# No Regret Life
No Regret Life est un groupe de rock japonais composé de trois membres : Kazusō Oda (小田 和奏) à la guitare et au chant, Genta Matsumura (松村 元太, basse et chœurs), et Ryūta Hashiguchi (橋口竜太, batterie et chœurs).

## Histoire
No Regret Life a été fondé dans la préfecture de Kagoshima, dans la ville de Kanoya, au Japon, par Kazusō Oda, Ryuuta Hashiguchi et Yuka Shimokariya, qui fut par la suite remplacé par Genta Matsumura. Ils ont fait des concerts avant de sortir leur premier album, Tomorrow Is Another Day en novembre 2002. En mai 2003 ils ont fait une tournée avec un autre groupe de rock japonais, Ellegarden. En avril 2004, le groupe sort un mini album : My Life, My Song and My Mind.
Peu après, les membres de No Regret Life signent chez Yeah! Yeah! Yeah! Records et sortent leur premier maxi-single le 9 février 2005, intitulé "メロディー (Melody)". Suivent deux singles, "失くした言葉 (Nakushita Kotoba)" le 8 juin, morceau qui deviendra le neuvième thème du générique de fin de l'anime Naruto, et "あの日の未来 (Ano hi no Mirai)" le 2 novembre. Leur second album, Sign, est sorti le premier février 2006.
Ils ont sorti deux autres singles en 2006 : "憧れの果て (Akogare no Hate)" le 19 juillet, et "右手の在処 (Migete no Arika)" le 8 novembre. Leur dernier single, Day by day, est sorti le 14 février 2007.
Leur troisième album, Allegro, est sorti le 14 mars.

## Discographie

### Albums studio
- 2002 : Tomorrow Is Another Day
- 2006 : Sign
- 2007 : Allegro
- 2008 : Wheels Of Fortune
- 2011 : Discovery

### Mini-albums
- 2004 : My Life, My Song and My Mind
- 2010 : Magical Destiny

### Singles
- 2005 : Melody
- 2005 : Nakushita Kotoba
- 2005 : Ano Hi no Mirai
- 2006 : Akogare no Hate
- 2006 : Migite no Arika
- 2007 : Day by day
- 2008 : Can't Explain